# Скворцов, Александр Владимирович
Александр Владимирович Скворцов (6 марта 1982, Обнинск) — российский футболист, защитник.
Начинал играть в первенстве КФК за ФК «Обнинск» в 2001—2003 годах. В сезоне 2001/02 провёл три игры, забил один гол за любительский немецкий клуб «Блау-Вайсс-22» Ленгенфельд-унтерм-Штайн. Выступал в первенстве России во втором (2004—2006, 2010, 2012—2017) и первом (2007—2009, 2011/12) дивизионах за команды «Обнинск» (2004), «Локомотив-М» Серпухов (2005), «Звезда» Иркутск (2006—2008), «Волгарь-Газпром-2» Астрахань (2009), «Газовик» Оренбург (2010—2011), «Тюмень» (2012—2013), «Калуга» (2013—2017). В 2018 году играл в III дивизионе за «Витязь» Подольск.
В «Звезде» был капитаном. В двух домашних матчах в августе 2008 из-за кадровых проблем отыграл вратарём, став уже третьим полевым игроком в сезоне на этой позиции после Виталия Мараховского и Дмитрия Грачёва. В игре против «Металлурга-Кузбасс» (1:3) Скворцов пропустил три гола и забил один гол с пенальти, в матче против «Динамо» Барнаул (5:1) пропустил один гол.